# Trance

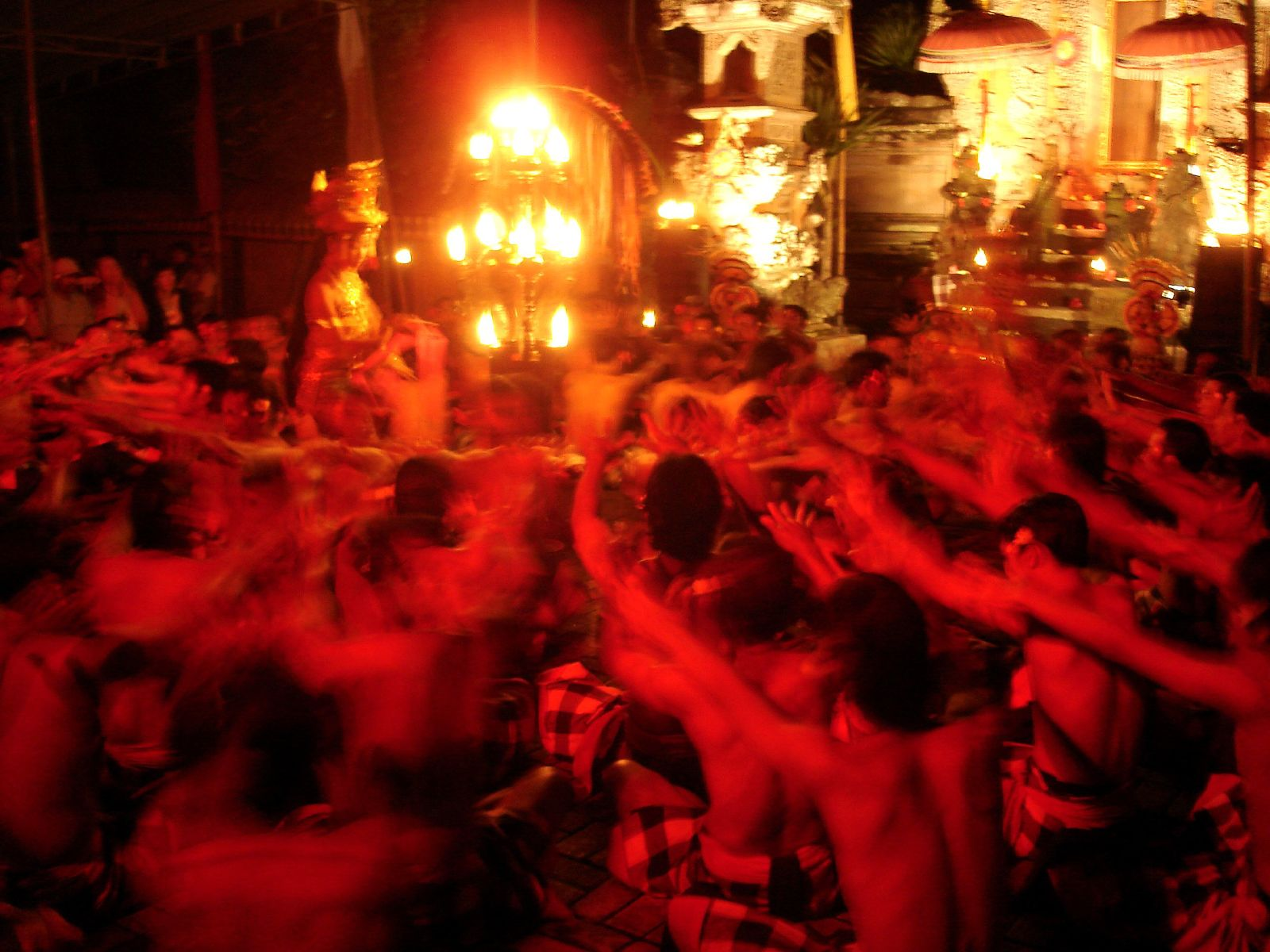
Danza del fuego Kecak en Bali. Danza del fuego y trance Kecak.

Las experiencias conocidas como «caer en trance» o «entrar en trance», se refieren a un mecanismo psicológico en el que la persona se abandona a ciertas condiciones externas o internas y experimenta un estado alterado de conciencia.
Los estados de trance son acompañados siempre por modificaciones cenestésicas y neurovegetativas.
El término trance está relacionado con el concepto de iluminación espiritual.

## Etimología
La palabra Trance proviene del latín transīre: transitar, transportarse, cruzar, pasar por encima, y los múltiples significados de su parónimo «entrada» (relacionado con umbral, conducto, portal y canal).